# Лукин, Антон Евгеньевич
Антон Евгеньевич Лукин (род.  2 декабря 1985 года, Дивеево) — российский писатель

 и драматург.

## Биография
Родился 2 декабря 1985 года в селе Дивеево Горьковской области. Окончил Ардатовский аграрный техникум. В 2005 году был призван в армию. Срочную службу проходил в городе Курске в автомобильных войсках. Демобилизовался осенью 2007 года.
Первое произведение (сказку «Колючий камень») написал в восемь лет. В школьные годы печатался в дивеевской районной газете «Ударник» и саровской газете «Новый город №». С 2018 года пишет пьесы и киносценарии.
Член Союза писателей России с 2015 года .
Живёт в Дивеево.

## Творчество
Проза публиковалась в периодических изданиях «Литературная газета», «Литературная Россия», «День литературы», «Камертон», «Лиterraтура», «Московский литератор», «Российский писатель», литературных журналах «Север», «Нижний Новгород», «Алтай», « Молодая гвардия», «Огни Кузбасса», «Дальний Восток», «Южная звезда», «Великороссъ», «Молоко», «ZA-ZA «Зарубежные задворки» (Германия), «Русскоязычная Америка» (США), «Новый Континент» (США), «Ключ» (Франция), «Новая Немига» (Беларусь). Драматургия в сетевом издании «Лиterraтура». Участник антологии молодой литературы России «Заря», антологии нижегородской прозы «Коромыслова башня» и сборнике нижегородских писателей «СВОИ».
Книга прозы «В простоте и не в обиде» вошла в длинный список литературной премии «Ясная Поляна» и в шорт-лист XIII Международного Славянского литературного форума «Золотой Витязь».
Участник сборника сказок «Луч надежды», изданного по результатам благотворительного проекта, проводимого фондом «Добросердие» и актрисой Ириной Дмитраковой. Все средства от продажи книг пошли на благотворительность.

## Книги
- «Антошка». Повесть / Антон Лукин – БИКАР, 2012 ISBN 978-5-91723-053-5
- «Из глубины души». Сборник рассказов / Антон Лукин – БИКАР, 2013 ISBN 978-5-91723-068-9
- «Жених из райцентра». Сборник рассказов / Антон Лукин – БИКАР, 2013 ISBN 978-5-91723-072-6
- «Башмачки эльфа». Повесть / Антон Лукин – БИКАР, 2014 ISBN 978-5-91723-091-7
- «Поверить в чудо». Повесть / Антон Лукин – СПб.: Общество памяти игумении Таисии, 2016 ISBN 978-5-91041-212-9
- «Добрые сказки». Сказки / М.Н.Малышев и А. Лукин – АЛТЕЙ, 2017 ISBN 978-5-9930-2309-0
- «Последняя песня». Киносценарий / Антон Лукин – БИКАР, 2019 ISBN 978-5-91723-205-8
- «В простоте и не в обиде». Сборник рассказов / Антон Лукин – Зёрна, 2021 ISBN 978-5-907190-10-8
- «Новогодняя ёлочка». Пьеса / Антон Лукин – БИКАР, 2023 ISBN 978-5-91723-240-9
- «СКАЗКИ». Сказки / Михаил Малышев, Антон Лукин – М.: ООО «Лайдер Принт», 2024 ISBN 978-5-4499-4570-9

## Критика
Игорь Золотусский, писатель, пресс-конференция литературной премии «Ясная Поляна», 2014:
```
«Я выбрал книгу Антона Лукина «Антошка». Это молодой писатель из Нижнего Новгорода, но, поверьте, он пишет, как взрослый, подлинный литератор...»
[
29
]
.
```

Виктор Бычков, актёр:
```
«Антон Лукин – молодой писатель с простым русским именем. И пишет просто. И герои у него простые – старики, дети. Люди без наград, высоких званий и должностей. Таких много у нас в России по деревням. Очень традиционные у него рассказы, кажется, что время в них замерло, но время это хорошее, по которому тоскуют многие. Люди в рассказах очень душевные. И если встречаются в рассказах злые – его победят добрые. И даже так бывает в рассказах Антона: за зло его герои расплачиваются добром. У Антона вышла новая книга в издательстве «Зёрна». Поздравляю Антона и читателей, которым близка традиционная русская проза «в стиле В. Шукшина и С. Писахова»
[
30
]
.
```

Александр Рязанцев, литературный критик:
```
«Хороший рассказ – это всегда движение вперёд, без буксования. Как и хороший сборник рассказов, разных по настроению, стилю и формату, но объединённых важными идеями и умением автора рассказать историю так, чтобы читатель её услышал. Один из таких сборников, «В простоте и не в обиде. Задушевные истории», написал Антон Лукин»
[
31
]
.
```

Николай Дорошенко, писатель, главный редактор газеты «Российский писатель»:
```
«Секрет этой прозы в том, что она являет талант самородный, а душу необыкновенно чистую и светлую. И та простота, к которой стремился, например, поздний Толстой, далась юному автору более легко, чем нашему классику...»
[
32
]
.
```

Андрей Кузечкин, писатель, литературный критик:
```
«Антон Лукин пишет искренне: о дружбе, любви, родительских чувствах. Этому посвящена маленькая повесть «Поверить в чудо» для юных читателей, которая вышла отдельной книгой. Издателем выступило «Общество памяти игумении Таисии», что подсказывает: повесть рекомендована для детей, воспитывающихся по православным традициям. Вместе с тем Лукин не перебирает с назидательностью и нравоучительностью. «Поверить в чудо» – история о школьном хулигане, с которым произошёл несчастный случай, после чего мальчику пришлось взглянуть на жизнь по-новому, попросту говоря – повзрослеть, и как всегда, спутницей взросления оказывается первая любовь. И вновь: такая история могла произойти в любую эпоху. Среди однозначных примет времени – разве что игровая приставка «Денди», которая хранится у героя под кроватью, да и та уже лет двадцать как устаревший артефакт…»
[
33
]
.
```

## Награды и премии
- Лауреат ХIХ Международного литературного конкурса имени Андрея Платонова «Умное сердце» в номинации «проза»[34].
- Лауреат Всероссийской премии «Золотой Дельвиг» (г. Москва, 2012)[35].
- Лауреат «Российского писателя» в номинации «новое имя» (г. Москва, 2013)[36].
- Гран-призёр литературного конкурса «Хрустальный родник» (г. Орёл, 2014)[37].
- Лонг-листер литературной премии «Ясная Поляна» (г. Тула, 2014, 2021)[26].
- Финалист (шорт-листер) Международной Южно-Уральской премии (г. Челябинск, 2015)[38].
- Финалист Корнейчуковской премии в номинации «Проза для детей старшего возраста среди зарубежных авторов» (г. Одесса, 2016)[39].
- Победитель конкурса молодых литераторов Союзного государства «Мост дружбы» (2016-2017гг.)[40].
- Финалист Литературной премии фонда им. В.П. Астафьева (г. Красноярск, 2017)[41].
- Лауреат литературной премии журнала «Север» в номинации «проза» (г. Петрозаводск, 2022)[42].